# 그레이트 서울 인베이전
《그레이트 서울 인베이전》(영어: GREAT SEOUL INVASION)은 2022년 7월 20일부터 2022년 9월 29일까지 Mnet에서 방송된 밴드 서바이벌 프로그램이다.

## 방송 참가팀 (TOP18)
| 순위  | 이름         | 구성원                                         |
| ----- | ------------ | ---------------------------------------------- |
| 1위   | 터치드       | 윤민, 김승빈, 존비킴, 디온, 채도현             |
| 2위   | SURL         | 설호승, 김도연, 이한빈, 오명석                 |
| 3위   | 유다빈밴드   | 유다빈, YOU, 이상운, 이준형, 조영윤            |
| Top5  | 오월오일     | 류지호, 곽지현, 장태웅                         |
| Top5  | 헤이맨       | 도영, 공탄, 테리킴                             |
| Top8  | W24          | 김윤수, 김종길, 정호원, 박아론                 |
| Top8  | D82          | 김창현, 한승윤, 김은세, 황민재                 |
| Top8  | 나상현씨밴드 | 나상현, 백승렬, 강현웅                         |
| Top12 | PATZ         | COKEONSOBER, 김정훈, 김유민, Jarry, Kwon, jiji |
| Top12 | 행로난       | 구자명, 차현빈, 김선우, 강지애                 |
| Top12 | 원위         | 용훈, 강현, 하린, 동명, 키아                   |
| Top12 | 라쿠나       | 장경민, 김호, 오이삭, 정민혁                   |
| Top15 | 사우스클럽   | 남태현, 강민준, 정회민, 이동근                 |
| Top15 | 워킹애프터유 | 백해인, A-ZZANG, 조한겸, SUNNY                 |
| Top15 | 맥거핀       | 스눅, 변하은, 우히, 배준일                     |
| Top18 | 차세대       | 이찬희, 이준형, 남고래, 이원희                 |
| Top18 | 언더힐즈     | 조혁, AIRAIR, 박마성, 김민재, 김범수           |
| Top18 | 화노         | 김리다, 유환주, 안병준, 슈가킴                 |

## 라이브 스트리밍 오디션 탈락팀 (TOP45)
| 이름                 | 구성원                                                 |
| -------------------- | ------------------------------------------------------ |
| 9001                 | 조곤, 원우, 의건, 주원                                 |
| 모브닝               | 강하림, 임준혁                                         |
| 캐치더영             | 기훈, 산이, 남현                                       |
| 모스크바서핑클럽     | 정기훈, 정현진, 명진우, 김규리                         |
| 신한태와 레게소울    | 신한태, 이시환, 진형철, 정윤후, 박현식, 명은지, 탁선영 |
| ZASMIIN              | 하츠, 우비소년                                         |
| 이븐이프             | 박준영, 민지선, 박성호                                 |
| 너드커넥션           | 서영주, 최승원, 박재현, 신연태                         |
| 잭킹콩               | 신유동, 이범호, 장세훈, 심강훈, 고서원                 |
| 바비핀스             | 임일규, 황진영, 이승윤, 주찬욱                         |
| 바닐레어             | 고히, 지용희                                           |
| 팔칠댄스             | 비더블루, 박성호, 최준영, 이정열                       |
| 묘리                 | 요엘, 전진환, 정해영, 박영진                           |
| 드링킹소년소녀합창단 | 김명진, 배미나, 한정훈                                 |
| 소년들이여           | 배인식, 배경식                                         |
| 엔분의일             | 김명수, 신성규, 소순우, 김예현, 최훈                   |
| Red C                | 김경찬, 김은찬                                         |
| 사뮈                 | 사뮈, 유동혁, 배상언, 황영준                           |
| 커즈레인             | Cosmo, LumiKaos, 김승주, 김민균, 강산터                |
| OAH!                 | 진환, 기훈, 민조, 환웅                                 |
| O.O.O                | 가성현, 이지상, 김우석, 고도연                         |
| 코토바               | Dafne, DyoN Joo, Minsuh, SEI                           |
| 김부각               | 김예지, 박효민, 배재용, 김승우, 이예나                 |
| 앤드오어             | 성지환, 이요셉, 정영재, 강필복                         |
| 트라이브             | NONE, 류진, Apoc, Bible Hoon, 김혜승, 이재일           |
| 오프 더 메뉴         | 안정준, 이승민, 김한영, 이형섭                         |
| 모트랜드             | 모트 외 5명                                            |